# Synasterope bassana
Synasterope bassana är en kräftdjursart. Synasterope bassana ingår i släktet Synasterope och familjen Cylindroleberididae. Inga underarter finns listade i Catalogue of Life.